# Saint-Julien-le-Vendômois
Saint-Julien-le-Vendômois är en kommun i departementet Corrèze i regionen Nouvelle-Aquitaine i de centrala delarna av Frankrike. Kommunen ligger  i kantonen Lubersac som tillhör arrondissementet Brive-la-Gaillarde. År 2022 hade Saint-Julien-le-Vendômois 239 invånare.

## Befolkningsutveckling
Antalet invånare i kommunen Saint-Julien-le-Vendômois
Referens:INSEE